# Lajunjärvi
Lajunjärvi är en del av sjön Juurusvesi i Finland.   Den ligger i landskapet Norra Savolax, i den centrala delen av landet, 400 km nordost om huvudstaden Helsingfors. Lajunjärvi ligger 74 meter över havet.